# Show da Noite
Show da Noite foi um programa de televisão brasileiro, produzido pela Rede Globo e exibido desde  26 de abril de 1965 até  30 de dezembro de 1965. Foi apresentado por Gláucio Gil, e exibido de segunda a sexta feira, de 22h30 (horário de Brasília) até 00h30. Transmitido ao vivo, o Show da Noite era um programa de entrevistas que contava com a presença de um auditório.

## O Programa
O programa foi exibido pela primeira vez no dia 26 de abril de 1965 e teve sua última exibição no dia 30 de dezembro de 1965, às 22h30. Wilson Rocha, diretor; e Haroldo Costa, Oswaldo Waddington e Domingos Oliveira, roteiristas, revezavam na tarefa escolher os artistas convidados e na escrita de números musicais de orquestra, dança e entrevistas. Entre os primeiros convidados, o programa teve Baden Powell, um dos maiores violinistas brasileiros de todos os tempos e Vinícius de Moraes.
O Show da Noite foi o primeiro programa que tinha como objeto a própria televisão. Nele, era comum serem mostrados os bastidores. Apesar da duração prevista de duas horas, muitas vezes o programa permanecia no ar devido a acontecimentos.
O programa possuía brincadeiras em que pessoas da plateia competiam por prêmios. De segunda, havia o Zig-Zag, de terça Quem é Quem?, de quinta Labirinto e de sexta Primeira Impressão. Já nas quartas, o programa tinha um quadro comandado pelo cantor Dick Farney. Além disso, a atração ainda utilizava os estúdios e cenários de outros programas para realizar entrevistas com artistas e personalidades da época.
O Show da Noite, teve sua estréia no mesmo dia em que a emissora foi ao ar pela primeira vez, no dia 26 de abril de 1965. A atração teve grande popularidade no Rio de Janeiro.
Foi apresentado por Gláucio Gil Apenas até 13 de agosto pois nesse dia, uma sexta-feira, o apresentador passou mal durante a exibição do programa. Segundo Domingos Oliveira, o programa saiu do ar imediatamente e em seguida uma multidão compareceu a Globo para ter notícias sobre o apresentador, que morreu devido a um infarto fulminante, aos 33 anos de idade. Até o final do ano de 1965, o programa foi exibido sob o comando de Paulo Roberto, com a produção e direção de Wilson Rocha.
Até hoje existe um teatro em Copacabana, no Rio de Janeiro que leva o nome de Gláucio Gil.

## Ficha Técnica
| Apresentador(es): | Gláucio Gil ( 26/04 – 13/08) Paulo Roberto (14/08 – 30/12) |
| Produção:         | Renato Consorte, Wilson Rocha                              |
| Roteiro:          | Haroldo Costa, Oswaldo Waddington, Domingos Oliveira       |
| Direção :         | Wilson Rocha                                               |